# یورکو لیکو
یورکو لیکو (کرواتی: Jerko Leko؛ زادهٔ ۹ آوریل ۱۹۸۰) یک بازیکن فوتبال اهل کرواسی است.
وی همچنین در تیم ملی فوتبال کرواسی بازی کرده‌است.